# Труп (авион)
Труп је центални део конструкције летелице. Повезује крила, репове, а често и стајни трап. Намењен је за смештај посаде, опреме и прихвата свих оптерећења од узгонских површина, стајног трапа, а често и подвесних терета, директно поткачених на њега. У трупу може бити смештено гориво, стајни трап, мотори и део наоружања, а стално је посада.
Пројекат авиона, типа летеће крило, у централном делу, одвојено се налази све што се обично уграђује у труп, код класичне конфигурације.

## Опис
Као основа за изградњу структуре ваздухоплова, труп обједињује сва оптерећења у јединствену целину, свих делова летелице. Основни услов је да труп испуњава своју функционалну сврху, када је у складу са наменом летелице и са најмањом својом масом структуре. У тој функцији он је приближно сличан цеви, која је специфично обликована. 
Овај захтев се постиже:
- Избором спољнег облика и вредности параметара за минимални отпор, што је доминантан критеријум за његово формирање и димензионисање.
- Коришћењем носећих трупова, што представља значајан удео од укупних оптерећења (40%), од свих делова летелице.
- Тежи се рационалном димензинисању структуре, као и компактном распореду оптерећења близу тежишта летелице. Са тиме се постиже укупно смањење масе и момената инерције и побољшавају се маневарске карактеристике. Сужава се опсег промене положаја тежишта, у различитим случајевима оптерећења, због потрошње горива и муниције, што обезбеђује већу стабилност и управљивост летелице.

- Сагласно оптерећењу склопа трупа летелице, услед преноса снаге са погона и од осталих агрегата, потребно је обезбедити све снажне везе са тим системима. Пренос оптерећења од равнотежне силе на репу, услед момента, који чине силе на крилу, стајног трапа, од уграђене опреме у трупу, као и аеродинамичких оптерећења која директно делују на његову кору и услед разлике притиска у кабини и спољног, такође утичу на димензионисање његових елемената.
- Мора бити обезбеђен олакшан приступ различитим јединицама опреме смештеним у трупу за преглед, одржавање и поправку, а такође и лакоћу уласка и изласка посаде и путника, а и употребу оружја у лету, обезбеђена једноставност утовара, истовара у превозу путника и терета. Путницима и посади је неопходно обезбедити потребне услове живота и одређени ниво комфора приликом летења, на свим оперативним висинама, уз топлотне и звучне животне и радне стандарде у кабинама, посади добар преглед окружења, као и брзо и безбедно напуштање авиона.[1][2]

## Тип конструкције трупа
Облик трупа је условљен летним карактеристкама и наменом летелице. На доњој слици су илустувани могући случајеви.
Најповољније облик трупа је аксијално симетрично тело, са благим сужењем, према носном и задњем делу. Овај облик обезбеђује минимум за датим димензијама оквашене површине, и на тај начин минималну, галванизацију, минималну масу и отпор трења. Осно-симетричан облик је повољан за минимизацију масе за кабину под притиском. Међутим, распоред делова авиона и друге околности удаљују конструкцију трупа од тога савршеног облика. Дакле, прегледност из кабине, усисник за ваздух, радарска антена нарушавају глатке контуре и доводе до повећања отпора и масе трупа авиона. Исти ефекат се постиже и са нарушавањем облика у задњем делу трупа, да би се уградио отвор и рампа за утовар. Сличне су условљеност и код борбених авиона, са одговарајућим специфичностима.
| |                                                                 |
| \| - 1 – подзвучни - 2 – надзвучни - 3 – подзвучни, велике носивости \| - 4 – надзвучни, маневарбилан - 5 – хидроавион - 6 – хиперсоник \| |                                                                 |
| - 1 – подзвучни - 2 – надзвучни - 3 – подзвучни, велике носивости                                                                          | - 4 – надзвучни, маневарбилан - 5 – хидроавион - 6 – хиперсоник |

### Оптерећење структуре
У лету и при слетању труп трпи сљедећа оптерећења:
- силе које се преносе на труп, од авионских делова - крила, репа, стајног трапа, мотора, итд, који су причвршћени на њега;[а]
- сила и момената инерција, опреме смештене у трупу и инерцијалних сила сопствене масе трупа;
- аеродинамичких сила распоређених по површини трупа;
- сила услед разлике притиска унтра/споља кабине под притиском, опреме, усисницима итд.

Са тачке гледишта структуалног оптерећења трупа, исти се може посматрати као кутијаста греда, постављена на крилу и изложена горенаведеним оптерећењима. У сваком делу ове греде су вертикалне и хоризонталне компоненте сила смицања, савијања моментима од концентрисаних сила и момената инерције. У затвореним преградама додаје се оптерећење услед унутрашњег надпритиска.

### Структура трупа
Најрационалнији пројекат трупа је када исти поднесе све оптерећење, с минималном сопственом масом. То се постиже са реализацијом танкозидних поља, која се ослањају и преносе оптерећења на оквире трупа. Рационалност такве љуске обезбеђује пуно коришћење своје коришћене оплате, за прихват локалног оптерећења услед динамичког притиска, унутрашњег притиска, а и општих радних оптерећења, која се састоје у томе да оплата прима све силе смицања, обртни момент и остало оптерећење, у које је укључен и прихват момената савијања.
Раније коришћене решеткасте конструкције трупа авиона неизбежно су правиле само додатну масу, због чињенице да је кожа потпуно искључена из опште носивости и оптерећења, изузев од само локалног од притиска ваздуха. Распоред робе у простору таквог трупа је отежан, пошто је био могућ само на додатне ојачане сегменте. Све то је довело до тога да су решеткасти типови трупа авиона сада потпуно превазиђени. Таква концепција је само оправдана у случају ултралаких авиона, малих брзина.
Зид трупа се састоји од елемената:
- оквира
- уздужника
- оплате (коре)

Попречни пресеци уздужника и оквира су типа профила за пружање великих отпорних момената. На местима увођења већих оптерећења у труп (концентрисана оптерећења), оквиру су већег пресека.

### Монокок структура
Труп авиона типа монокок структуре је јединствена љуска, монолитна носећа. У овом принципу конструкције, „виђена површина“ трупа је примарна и носећа. У почетном периоду коришћења овог принципа, структура трупа грађена је од иверице, где су слојеви шпера формирани (обликони) преко алата жељеног облика. Касније су се користили и други материјали. Један од најпознатијих и најуспешнијих, с монокок структуром трупа је британски авион, из Другог светског рата, Де Хевиланд DH.98 Москито.
Поново је ова технологија заживела када су уведени композити за градњу структуре авиона. Употреба алата (калупа) композита за структуру трупа се проширио на велике авионе, као што је путнички Боинг 787 Дримлајнер.
Структура трупа типа монокок је глатка са спољне и унутрашње стране, само је ојачана на местима увођења концентрисаног оптерећења.

### Полу-монокок структура
Ово је препоручени принцип пројектовања за структуру трупа од алуминијума. Прво, низ оквира у облику попречних пресека трупа, постављају се на месту где је потребна чврстоћа. Ови оквири заједно са лаким уздужним елементима, који се називају „стрингери“, укрућују поља алуминиске оплате, с чиме се постиже њихова велика носивост. Структура се такође формира у одговарајућим алатима, тако што се прво распоређују оквири и „стрингери“, међусобно се причвршћују закивањем. Затим се прекрива лименом оплатом од алуминијумских легура, која се причвршћује на узджнике и оквире закивањем или специјалним лепком. Производни алат се затим растави и из њега се извади завршен сегмент трупа са оплатом, који се затим склапа у целину и опрема са инсталацијама, командама лта и унутрашњом опремом, као што су седишта и остало. Трупови за већину модерних велики и борбених авиона су произведена по овој широко коришћеној технологији.

## Материјали
Структура првих авиона, у почетку развоја авијације, је грађена од дрвених рамова прекриваних тканином. Када се усталила полу-монокок технологија, са металним оквирима и „стрингерима“ повећане носивости, дошло је до револуционарног преокрета да су трупови свих авиона са металном оплатом, по целој површини. Каснији модерни авиони су конструисани са композитним материјалима за уобличавање великих површина, читав труп и крила авиона, као што је Боинг 787. На томе авиону су стом технологијом, створени услови за виши ниво сталног притиска у кабини и већи прозори (отвори на трупу) за удобност путника, као и мања укупна маса, што смањење трошкове пословања.

## Интеграција крила и репова
Основна карактеристика споја крила и трупа је принцип да се успостави равнотежа момента савијања крила на ову везу. Најрационалније се уравнотежава савијање левог и десног полукрила, ако њихов централни заједнички део (центроплан), пролази кроз труп. За крило без центроплана, могу проћи само рамењаче, што је за ову сврху довољно да прими савијање.
У случају одвојених полукрила, оптерећење од њих прихватају ојачани оквири трупа преко окова. Та оптерећења су моменти савијања и силе смицања.
Окови преносе та оптерећења са крајева рамењача, или ојачаног крајњег ребра крила, на оквире трупа, односно тај сегмент његове структуре.
Постављање оба стабилизатора на труп суштински је по истом принципу и не разликује се од крила. Обртно вратило хоризонталног целообртног стабилизатора се обично повезује на један или два ојачана оквира трупа авиона.

## Галерија
- Унутрашњост задњег дела главне путничке кабине Ербас А340
- Унутрашњост трупа авиона Боинг 747
- Труп авиона може да буде кратак, а аеродинамички профилисан
- Могућа шема трупа